# Столітній космічний корабель
«Столітній космічний корабель» (англ. Hundred-Year Starship) — проєкт безповоротного польоту людей на  Марс для колонізації планети.

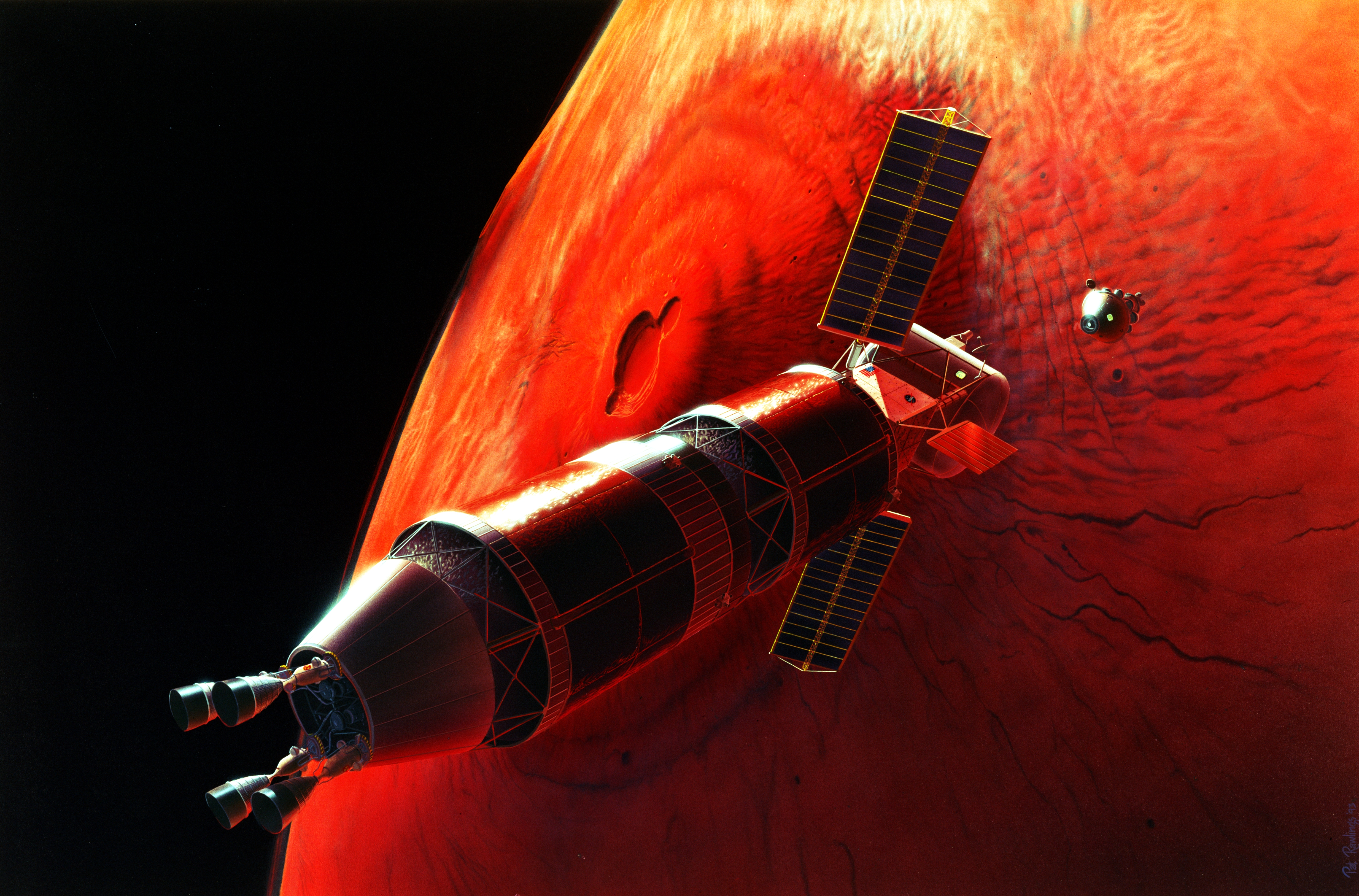
Корабель на марсіанській орбіті в уявленні художника.

Проєкт розробляється з 2010 року  Дослідницьким центром імені Еймса — однією із основних наукових лабораторій НАСА (цей центр брав участь у програмі американського космічного відомства  «Сузір'я» з розвитку пілотованої космонавтики).
Основна ідея проєкту полягає у безповоротній відправці людей на Марс. Це значно знизить вартість польоту, збільшить масу вантажу і кількість екіпажу. За розрахунками, відправити на Марс чотирьох осіб і повернути назад коштуватиме стільки ж, скільки й відправка 20 космонавтів без повернення.
Вся експедиція коштуватиме 750 млрд доларів. Ціну можна зменшити вдвічі, якщо космонавтів не доведеться повертати на Землю .
Перших «марсіан» планують відправити до Червоної планети 2030 року.
Група вчених або космонавти, доставлені на Марс разом з високотехнологічною апаратурою і невеликим ядерним реактором, зможуть виробляти кисень, воду і їжу. Кожні два роки, коли Марс перебуватиме на потрібній орбіті, NASA зможе поповнювати запаси «колоністів» і доставляти нових космонавтів.
Дослідницький центр отримав близько 1,6 млн доларів, щоб почати роботу над проєктом. Групі дослідників виділили додаткові 100 тисяч доларів від NASA .